# Banco Hipotecario (Argentina)

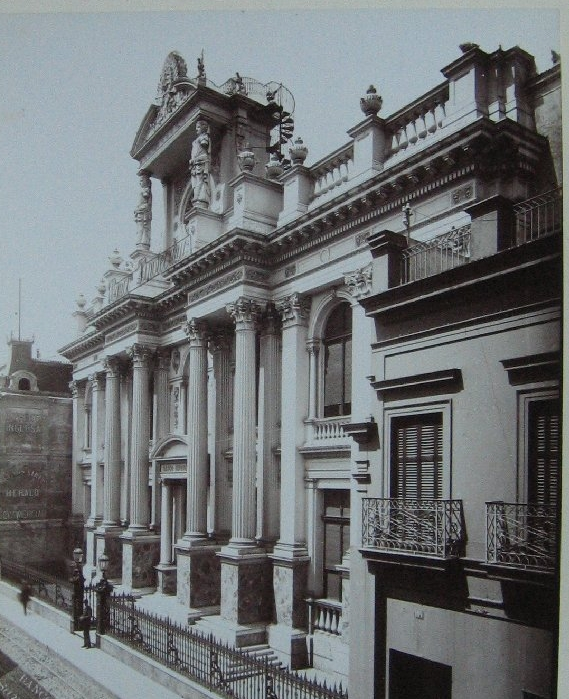
Antiguo edificio del Banco Hipotecario, actual sede del Banco Central de la República Argentina.

Banco Hipotecario (BCBA: BHIP) es una entidad financiera de la República Argentina, cuya operatoria se basa en los préstamos con garantía real. Fundado en 1886, para resolver, desde el Estado, el problema de la vivienda.  A partir de la década de 1970 dejó de lado su función social y fue privatizado en 1997. Ante la perspectiva de una quiebra, en 2005, el Estado se convirtió en su accionista mayoritario.
Es una sociedad anónima, con participación estatal mayoritaria pero administración privada que se dedica a préstamos y otras actividades financieras.

## Historia
El origen de la entidad se remonta al 24 de septiembre de 1886, cuando bajo la presidencia de Julio Argentino Roca se sanciona la Ley N.º 1.804, que crea el Banco Hipotecario Nacional. Su función esencial era facilitar préstamos para la construcción de viviendas con garantía real en todo el territorio de la República, a bajo interés y a largo plazo, y fue entendido como parte integrante del proceso de construcción del Estado.
Durante gran parte del siglo XX fue un instrumento con esencial en la política de Estado en materia habitacional. Su función esencialmente social permitió que sectores sociales de escasos recursos, con escasa posibilidad de acudir al financiamiento privado, puedan acceder a créditos adecuados a sus ingresos. Durante el período 1920 a 1945 había otorgado solamente 14.800 para la construcción de viviendas rurales y urbanas por 180 millones de pesos. Durante el Plan Quinquenal propuesto por el presidente Juan Domingo Perón, llegó a conceder 170.000 préstamos por un total de 570 millones de pesos.
Si hablamos de 217.000 viviendas, no están incluidas en los barrios levantados en las provincias, en el caso de Buenos Aires, alcanzan cifras significativas. Solo durante la primera presidencia del Gral. Perón (1946-1952) se construyeron 350.000 viviendas para obreros en toda la república. En el segundo Plan Quinquenal, hasta el Golpe de Estado de 1955, se llevaban construidas más de 150.000. Junto a los monobloques ubicados en Juan Bautista Alberdi y Lacarra. Los departamentos del Barrio Curapaligue, los edificios gigantescos que bordean la Av. General Paz, el Camino de Cintura y la Autopista a Ezeiza.
Sin embargo, hasta la sanción de la circular 1050 del año 1977, que permitió la indexación de los créditos, gran parte de sus deudores se favorecieron con los sucesivos procesos inflacionarios que hicieron irrisorias sus cuotas.  Entre 1983 y 1989, según fuentes periodísticas, el banco fue convertido en un verdadero comité, con trabajadores ñoquis incluidos. En 1987 el Banco Mundial aconsejó al gobierno de Raúl Alfonsín liquidarlo y cerrarlo por la altísima corrupción e ineficiencia del mismo, durante el gobierno alfonsinista el Banco Hipotecario cerró el 60% de sus sucursales, de 53 a 24.
En el año 1997, bajo la presidencia de Carlos Menem, se sancionó la Ley N.º 24.855, que implicó la privatización del banco, el cual se reorganizó como sociedad anónima, abandonando su función social para convertirse en una entidad netamente comercial. Por las irregularidades en dicha privatización fueron procesados el exministro de Economía Roque Fernández, Eduardo Elsztain y otros funcionarios  por la presunta comisión de los delitos de asociación ilícita, fraude en perjuicio de la administración pública, usura, abuso de autoridad y violación de los deberes de funcionario, cohecho pasivo y tráfico de influencias, malversación, peculado, negociaciones incompatibles con el ejercicio de la función pública, fraude al comercio y a la industria. Por maniobras fraudulentas en la venta del Banco Hipotecario Nacional fueron perjudicados también miembros de la familia Elsztain entre ellos los herederos directos, es decir sus dos hermanos. El precio calculado del Banco fluctuaba entre US$ 2.400 y US$ 6.300 millones, sin embargo fue privatizado por un valor de US$ 1.200 millones al grupo IRSA de Eduardo Elsztain.

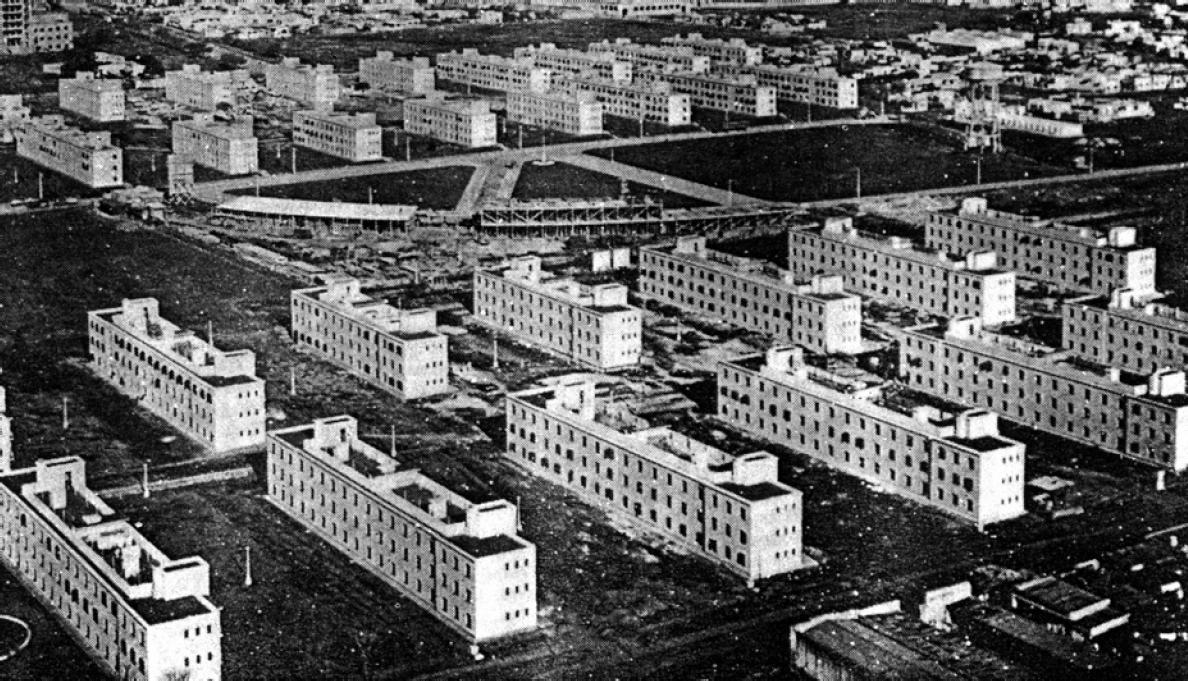
Barrio Los Perales (actualmente Barrio Manuel Dorrego) construido por el Banco Hipotecario Nacional durante el gobierno de Juan Domingo Perón.

El proceso privatizador, irregular en gran parte, hizo acreedor al Estado de las acciones de la nueva sociedad, quien comenzó a vender las mismas mediante oferta pública y fideicomisos. 
Cerca de la mitad de su capital pasó a manos privadas, mientras que lo restante continuó bajo propiedad del Estado. Esta participación estatal sería defendida durante la presidencia de Néstor Kirchner, evitando su venta por parte del Estado. Se designó a Diego Bossio en el directorio de la entidad representando al Estado Nacional. 
 Se lanzó el programa de Créditos PRO.CRE.AR Bicentenario el 12 de junio de 2012, por la presidenta Cristina Fernández de Kirchner.
En total, hasta septiembre de 2013 158.176 familias fueron beneficiadas con créditos de la línea para compra de terreno y construcción de viviendas en los mismos.

## Sedes
El Banco Hipotecario Nacional, creado en 1886, encargó al arquitecto Carlos Altgelt su primer edificio propio en 1888. Mientras tanto, ocupó provisoriamente parte del antiguo Cabildo. El Banco Hipotecario Nacional fue terminado —luego de un año de parálisis— hacia 1894, y tenía accesos por Paseo de Julio (hoy Av. Leandro Alem) 232 y 25 de Mayo 245. Se trató de un diseño ecléctico, que combinaba una fachada de estilo borbónico hacia 25 de Mayo, y otra gótica hacia el Paseo de Julio. Pero por problemas presupuestarios, el proyecto original debió ser modificado sobre la marcha.
Ya en la década de 1910 esta construcción era insuficiente para las necesidades del Banco. Por eso, se adquirió un terreno contiguo en 1913, y se encargó al ingeniero arquitecto Arturo Prins el edificio anexo (25 de Mayo 263/Av. Leandro Alem 246). Este fue habilitado hacia 1919, pero se terminó más de un año después. Ya en 1932, el banco compró y se expandió al Palace Hotel (25 de Mayo 221), otro edificio adyacente a su casa central.
Con el crecimiento del Estado y su papel en el control de la economía, ejercido especialmente desde la década de 1940, se decidió el traslado del Banco Hipotecario a una sede de dimensiones monumentales, a un costado de la Plaza de Mayo. La ley 12.826 de 1942 artículo un intercambio de edificios: se eligió para el BHN la manzana en la cual se encontraba el primer edificio del Congreso Nacional (año 1862), en donde en esa época estaba instalado el Archivo General de la Nación, y había sido declarado Monumento Histórico Nacional. Pero a cambio, el Banco Hipotecario debía pasar a propiedad del Archivo General de la Nación todos sus inmuebles.
Finalmente, el Banco Hipotecario se quedó con el terreno del antiguo Congreso, y comenzó la construcción de su casa central en 1943. Proyectada originalmente por los arquitectos Raúl Fitte y Héctor Morelli, el diseño fue modificado en 1949 por el arquitecto Héctor Fariña Rice. Como la manzana estaba dividida en varios terrenos, fueron comprados progresivamente, y la última etapa se terminó recién hacia 1966.
En 1997 al ser privatizado su gran edificio fue transferido a la recién creada AFIP. El BHN se trasladó luego al edificio brutalista proyectado por Clorindo Testa en 1959, para alojar al Banco de Londres y América del Sur.

## Composición accionaria
Tras la crisis económica de 2002 el banco, totalmente en manos privadas estuvo a punto de quebrar. Tras la compra de parte del Banco Hipotecario durante el gobierno de Néstor Kirchner en 2005 el Estado Nacional se convirtió en el accionista mayoritario (43%), seguido por el grupo IRSA con el 21%. En 2008, aprovechando el derrumbe de las acciones y el bajo precio de la misma producto de la crisis financiera internacional la presidenta Cristina Fernández de Kirchner compró acciones aumentando la participación estatal en el Banco Hipotecario al 79.22%. En 2012 a través de diversas operaciones el Banco Central de la República Argentina (BCRA),  adquirió el 2.23% de la composición accionaria,  la provincia de Buenos Aires bajo el gobierno de Daniel Scioli adquirió ese mismo año un 11.79% de la sociedad. A 2016 el 29.99% de las acciones restantes se dividen entre la propiedad del grupo IRSA, y acciones flotantes en el Mercado de Valores.

## Galería

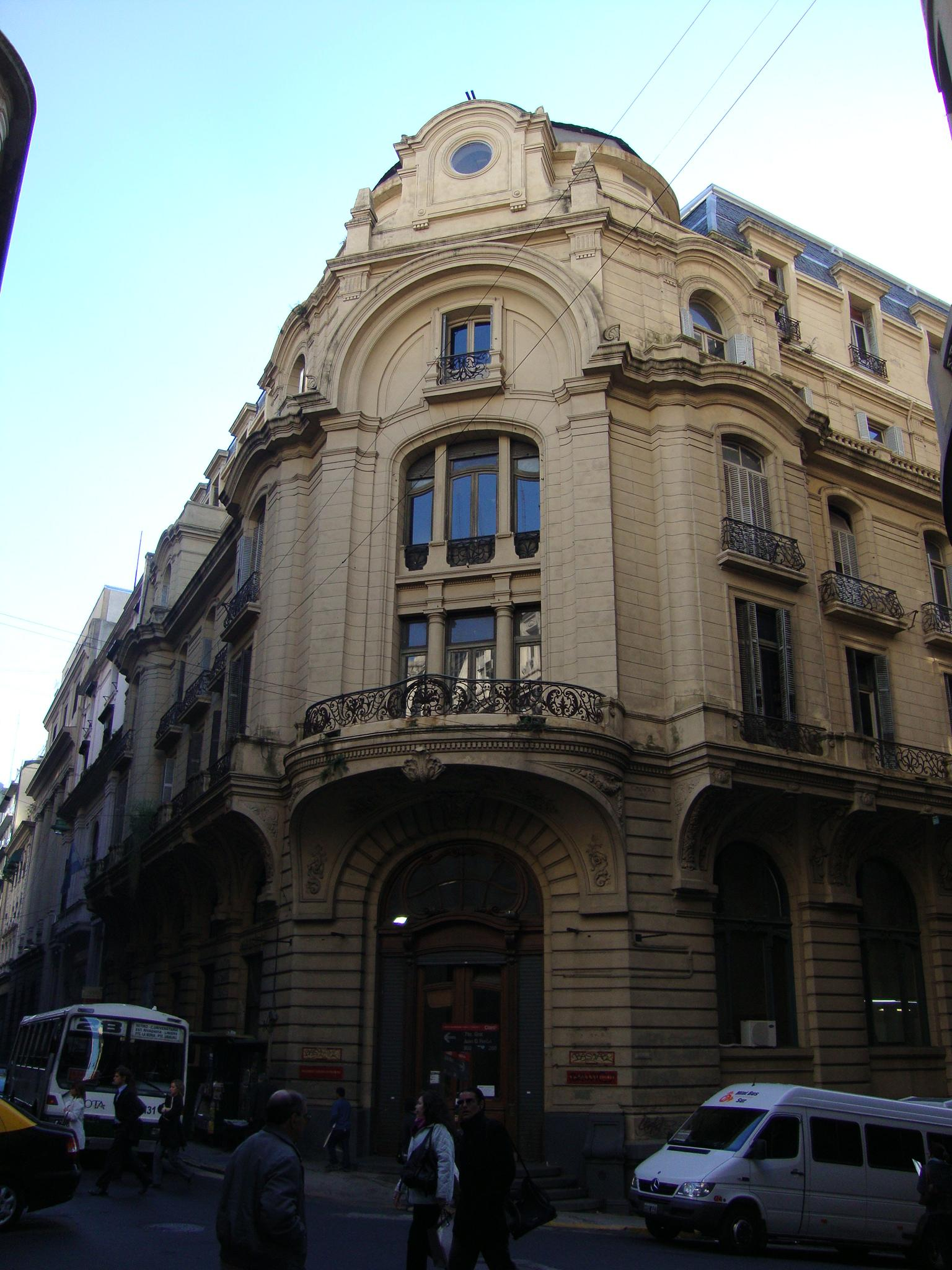
El Palace Hotel, adquirido por el BHN
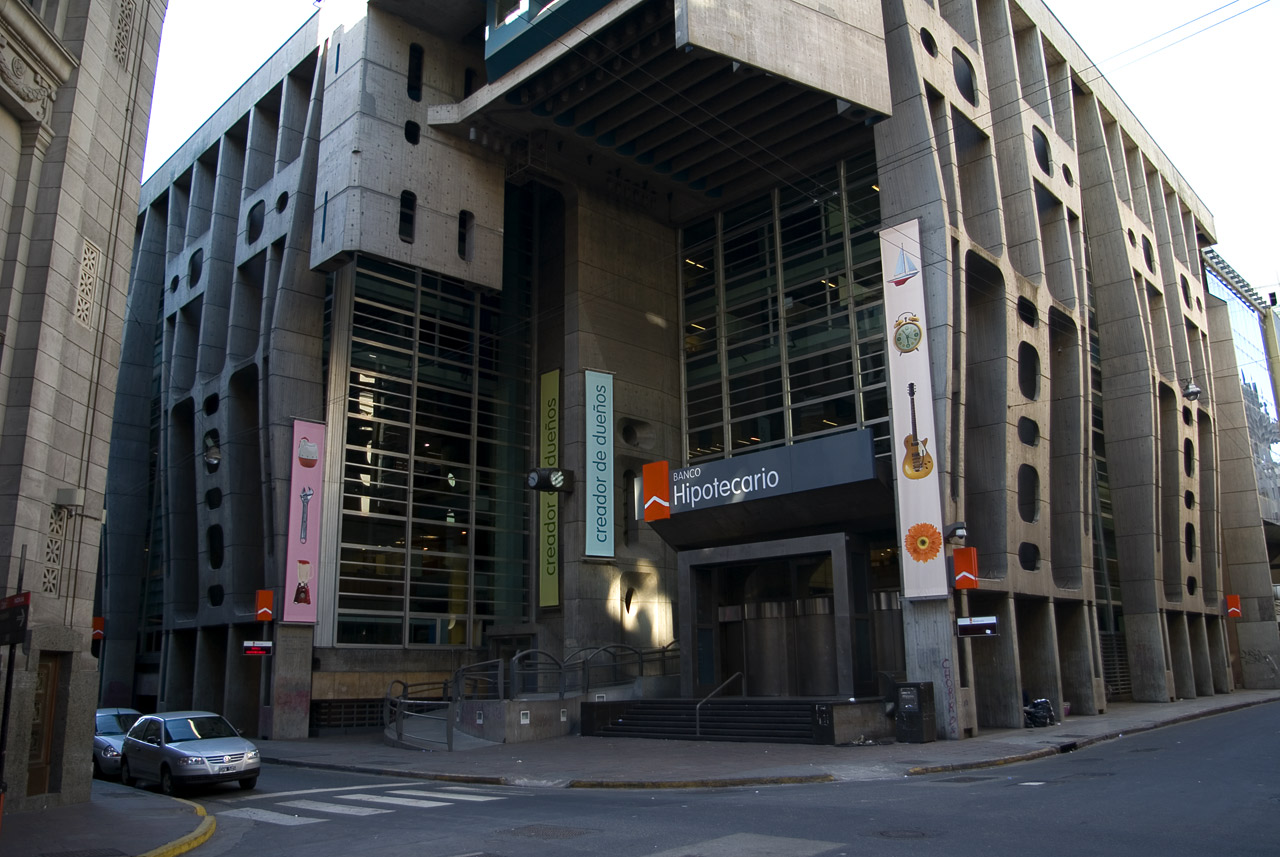
Actual sede central del Banco, en Reconquista y Mitre, ciudad de Buenos Aires. Antigua sede del Banco de Londres en Buenos Aires
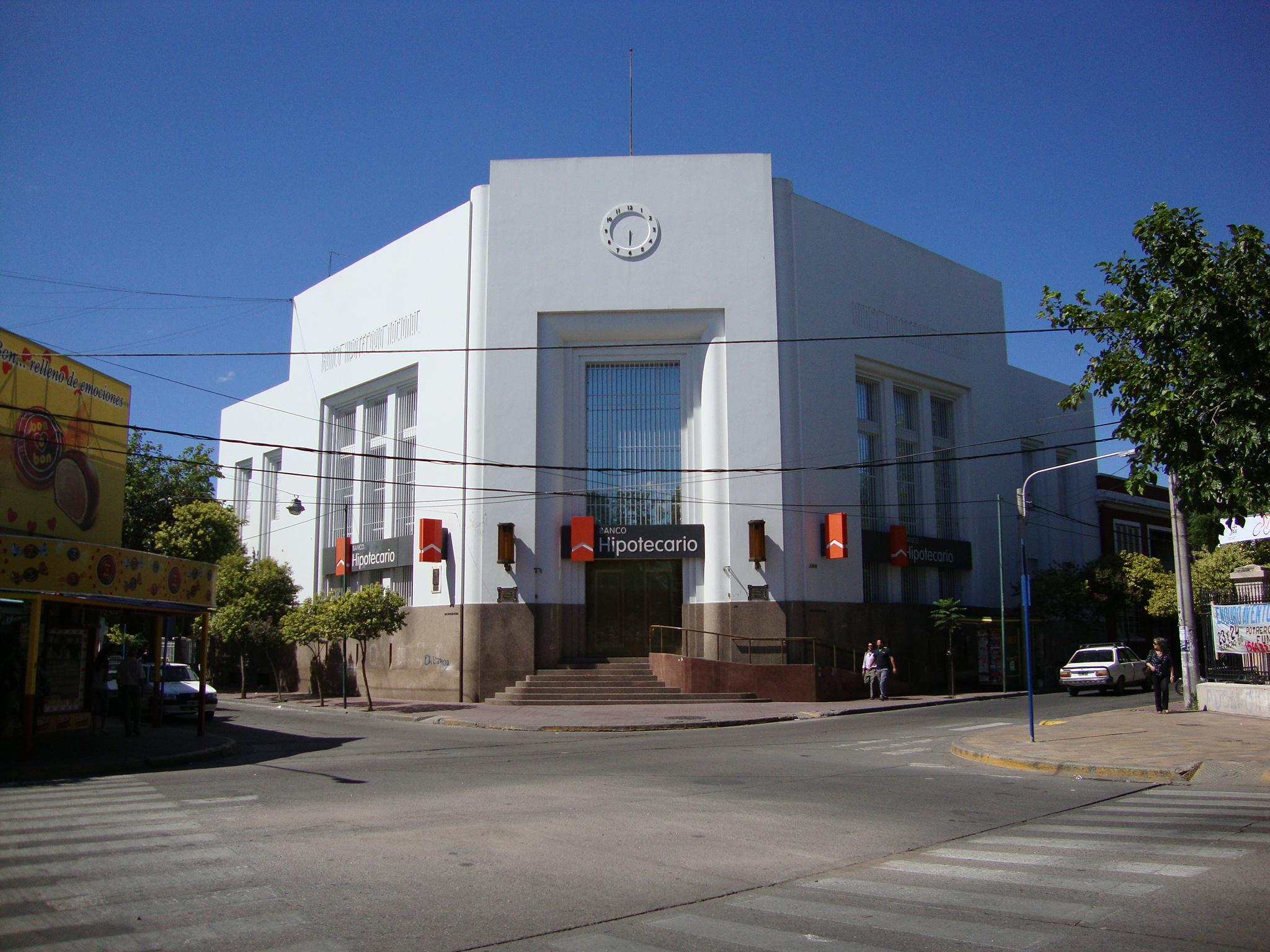
Sede del Hipotecario en San Luis